# Kanton Saint-Agrève
Saint-Agrève is een voormalig kanton van het Franse departement Ardèche. Het kanton maakte deel uit van het arrondissement Tournon-sur-Rhône. Het werd opgeheven bij decreet van 13 februari 2014 met uitwerking op 22 maart 2015.

## Gemeenten

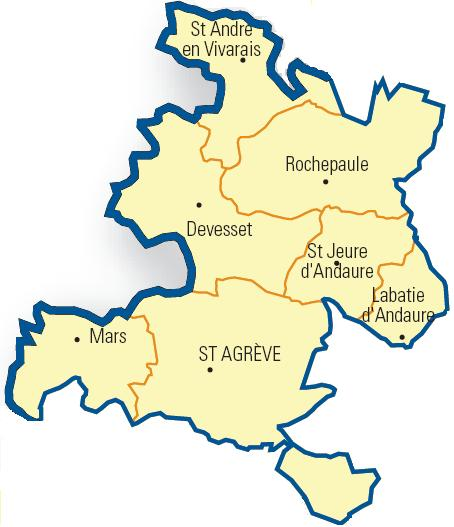
Ligging van gemeenten in het kanton

Het kanton Saint-Agrève omvatte de volgende gemeenten:
- Devesset
- Labatie-d'Andaure
- Mars
- Rochepaule
- Saint-Agrève (hoofdplaats)
- Saint-André-en-Vivarais
- Saint-Jeure-d'Andaure